# Kaimling
Kaimling ist ein Ort in der Oberpfalz. Die ehemals selbstständige Gemeinde ist heute ein Gemeindeteil von Vohenstrauß im Landkreis Neustadt an der Waldnaab.

## Geografie
Das Dorf Kaimling liegt im Naturpark Nördlicher Oberpfälzer Wald im Tal der Luhe. Der Ort liegt an der Kreisstraße NEW 23, die B 22 führt westlich in zweieinhalb Kilometer Entfernung vorbei.

## Geschichte

### Slawische Besiedlung
Entlang der Wasserläufe Pfreimd und Luhe können viele slawische Ortsnamen wie Döllnitz, Köttlitz, Söllitz, Gleiritsch, Burgtreswitz, Altentreswitz, Kaimling und Zeißau belegt werden. Kaimling (1270 Chemdi, 1387 Kemdy, 1352 Kembeling) ist ein unechter „ing-Ort“ und daher nicht bajuwarischen Ursprungs. Der Ort lag an der alten Handelsstraße, die von Sulzbach kommend über Luhe, entlang des gleichnamigen Flusses, nach Michldorf, Kaimling, Waldau und von da aus über Georgenberg nach Tachau führte.

### Kaimling
Kaimling ist spätestens ab dem Jahre 1270 belegt. Die Söhne des ortenburgischen Ministerialen Berthold von Treswitz hatten als Verwalter einen Hof in Kaimling (Chemdi), der im Besitz des Klosters Waldsassen war. Sie verzichteten auf alle Ansprüche an dem Hof, dem späteren Schloss Kaimling. 1352 erwarben die Landgrafen von Leuchtenberg den Zehent über sieben Höfe in Kaimling vom Waldsassener Kloster, das in eine wirtschaftliche Notlage gekommen war. Der Zehent war eine Abgabe, die ursprünglich nur von der Kirche für den Unterhalt von Pfarrer und Seelsorge erhoben wurde, und die später auch auf den weltlichen Grundherrn überging. Am Ende des 14. Jahrhunderts wurde mit den Höfen ein Cunrad Wurczer belehnt. Zu den Gütern gehörte eine Taferne, ein Wirtshaus in der Regel mit Speisen und Beherbergung. Solche Tafernwirtschaften befanden sich oft an Handelsstraßen, wie der Altstraße, die damals von Sulzbach über Kaimling nach Tachau führte.

### Die Waldthurner und Waldauer
1404 wurde Friedrich Waldthurner mit dem Zehent über Kaimling (Kemdie) belehnt, wobei sich folgender Eintrag in den Akten befindet: „Der sind 6 Güter Burghut gen dem Leuchtenberg“. Die Waldthurner hatten Burghutdienste in Leuchtenberg zu leisten, also die Pflicht, mit einer Mannschaft die Burg zu verwalten und zu bewachen. Eine Urkunde von 1479 belegt, dass die Lehre des Johannes Hus in Kaimling verbreitet wurde. Sogar 1480 predigten noch ein Kittel von Lückenrieth und ein Andreas Koch von Kaimling die hussitische Lehre. Beide wurden eingekerkert und vom Landgrafen Friedrich des Ortes verwiesen.
1536 rauften sich die evangelisch gewordenen Bürger von Weiden um die Kapelle zur Hl. Staude, die zehn Schritte vom Landgrafenamt auf pfälzischem Boden stand. Gilg von Waldthurn rückte mit seinen Leuten gegen die Weidener vor, um den Abbruch der Kapelle zu verhindern. Das geschah auch noch ein zweites Mal, bei dem aber die Weidener siegreich blieben.
Drei Höfe und eine Mühle in Kaimling gehörten den Waldauern zu Waldau, die Georg von Waldau 1535 an Gilg Waldthurner zu Kaimling veräußert hatte. Einen weiteren Teil des Dorfes hatte Sebastian von Waldthurn und eine Schwester des Gilg von Waldthurn an Jobst von Tandorf verkauft. Dieser war Pfleger in Pleystein. Zwischenzeitlich besaß Mathes vom Stein Teile der Ortschaft Kaimling, später war Gilg von Waldthurn alleiniger Besitzer. 1567 wurde Kaimling nach einem Grundtausch mit der Pfalz ein leuchtenbergisches Eigengut.
Die Landgräfin Mechthild von Leuchtenberg erneuerte das Schloss in Kempting und baute die Schäferei zu einem lukrativen Erwerbszweig aus.

### Hofmark und Schloss Kaimling

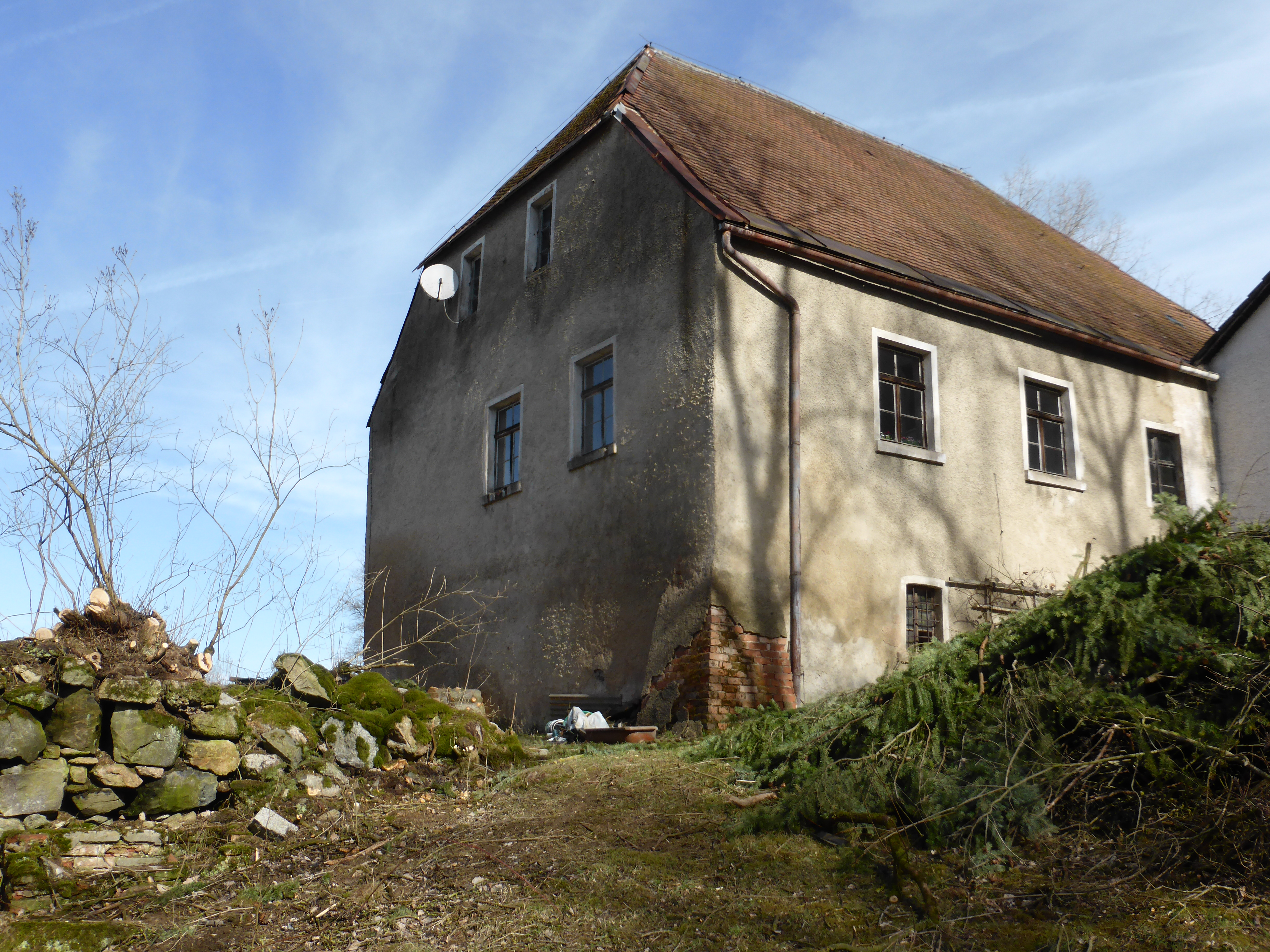
Ehemaliges Renaissanceschloss in Kaimling

1612 wurde Kaimling erstmals als eigene Hofmark in den Unterlagen aufgeführt. 1613 überließ der Enkel der Landgräfin, Landgraf Wilhelm, Gut und Hofmark Kaimling den Schwägerinnen des Pfalzgrafen Friedrich, Annemarie und Emilie von Liegnitz, um 8.000 Gulden. So kam Kaimling kurz vor dem Dreißigjährigen Krieg an die Pfalz. Die Hofmark blieb auch nicht von den Wirren dieses Krieges verschont. Darüber führt der Landgraf an den Kaiser Ferdinand Beschwerde, da Kempding durch die Mansfeldschen Truppen geplündert worden war. Auch 1646 und 1647 hielten sich hier kaiserliche Truppen auf, was dazu geführt hat, dass die Bauern um alle Speise und das Saatgetreide beraubt wurden.
Nachdem die Landgrafschaft Leuchtenberg durch Besitzerwechsel zu Kurbayern gekommen war, erhielt 1647 der Oberstleutnant Beno von Lichtenau Kaimling geschenkt. 1704 lässt Kurfürst Max Emanuel das Schloss zu Kaimling vergrößern. In den Kellergewölben wurde ein Gefängnis eingerichtet, an das heute noch der sogenannte Bettelmannskeller erinnert. Hier ist auch ein kurfürstliches Richteramt nachgewiesen, einer der Richter hieß Zailler. Bekannt ist ein Vorfall, nachdem der Gütler Ziebelbauer oder Zielbauer 1752 die ersten Samkartoffeln aus dem Schlosskeller zu Waldau stahl; deshalb gilt Kaimling als der erste Ort in Bayern, wo Kartoffeln angebaut wurden.
1737 wird als Besitzer von Schloss und Hofmark Ludwig Baron von Karg genannt. 1787 verkauft er das Schloss mit allen Zugehörungen an Isaak von Eberz für 17.500 Gulden. Dieser junge Besitzer verunglückte nach sechs Monaten und so bewarb sich Theobald Graf von Butler um das Schlossgut. Noch 1821 wird Graf Kajetan von Butler als Gerichtsherr des hiesigen Patrimonialgerichts II. Klasse genannt. Er verkauft seinen Besitz an den jüdischen Makler Löw, unter dem das Gut zertrümmert wurde. Die Gerichtsbarkeit ging 1824 an das Landgericht Vohenstrauß über.

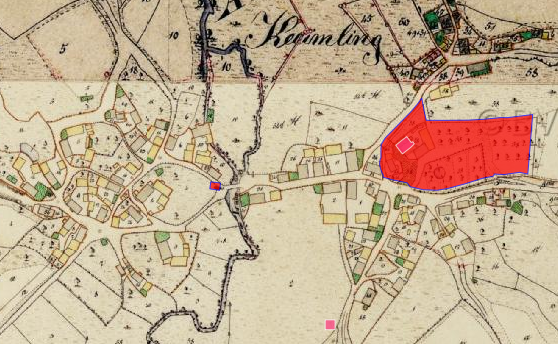
Lageplan von Schloss Kaimling auf dem Urkataster von Bayern

Die Hofstelle mit Schloss und weiteren Gebäuden erwarb 1823 das Ehepaar Johann Eckl aus Niedermurach und seine Frau Barbara, geb. von Preislinger, die aus Holmbrunn stammte. Die Anlage wird als Bodendenkmal unter der Aktennummer D-3-6339-0031 im Bayernatlas als „archäologische Befunde des Mittelalters und der frühen Neuzeit im Bereich des ehem. Hofmarkschlosses Kaimling, darunter die Spuren von Vorgängerbauten bzw. älterer Bauphasen“ geführt. Ebenso ist sie unter der Aktennummer D-3-74-162-73 als denkmalgeschütztes Baudenkmal von Kaimling verzeichnet.
Auf dem Hofplatz steht heute noch eine Eiche, die Johann Eckl gepflanzt hat. Teilweise umgibt eine Hofmauer das Schloss und die zugehörenden Gebäude. Nach dem Ersten Weltkrieg wurde ein Stockwerk abgebrochen und Dachstuhl sowie Eindeckung erneuert.

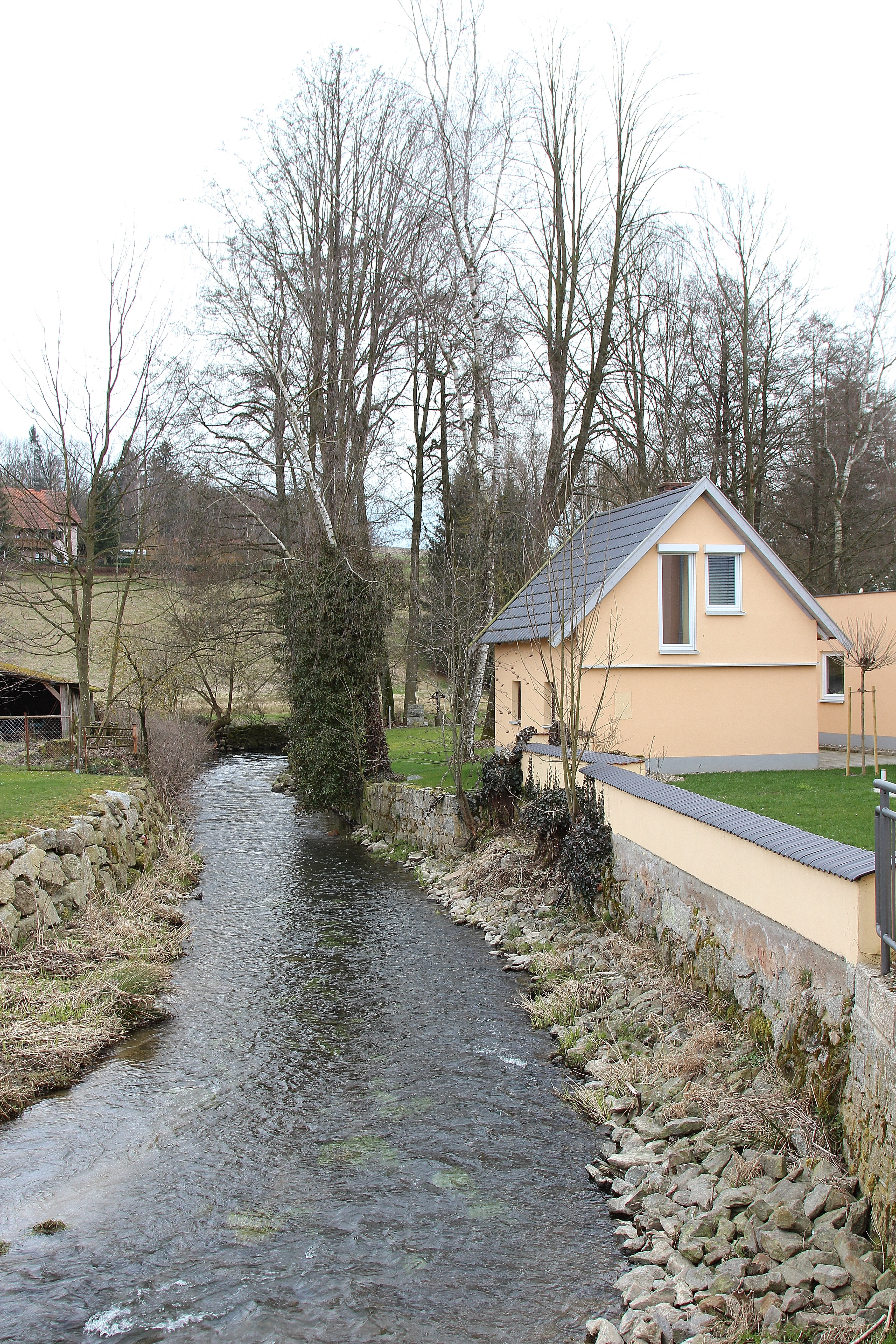
Fluss Luhe bei Kaimling

## Steuerdistrikt und Gemeindebildung
Das Königreich Bayern wurde 1808 in 15 Kreise eingeteilt, die nach französischem Vorbild nach Flüssen benannt wurden (Naabkreis, Regenkreis, Unterdonaukreis usw.). Die Kreise gliederten sich in Landgerichtsbezirke. Die Bezirke wiederum sollten in einzelne Gemeindegebiete eingeteilt werden. 1808 wurde das Landgericht Vohenstrauß in 47 Steuerdistrikte eingeteilt. Einer davon war der Distrikt Kaimling mit den Dörfern Kaimling und Kleinpoppenhof und der Einöde Herrnmühle. 1821 entstand die eigenständige Gemeinde Kaimling mit Herrnmühle. 1946 wird Kaimling nach Roggenstein eingegliedert, wird aber zwei Jahre später wieder selbständig. Mit Wirkung vom 1. Januar 1972 erfolgte die Auflösung der Gemeinde Kaimling. Sie wurde in die Stadt Vohenstrauß eingegliedert.

## Einwohnerentwicklung in Kaimling ab 1838

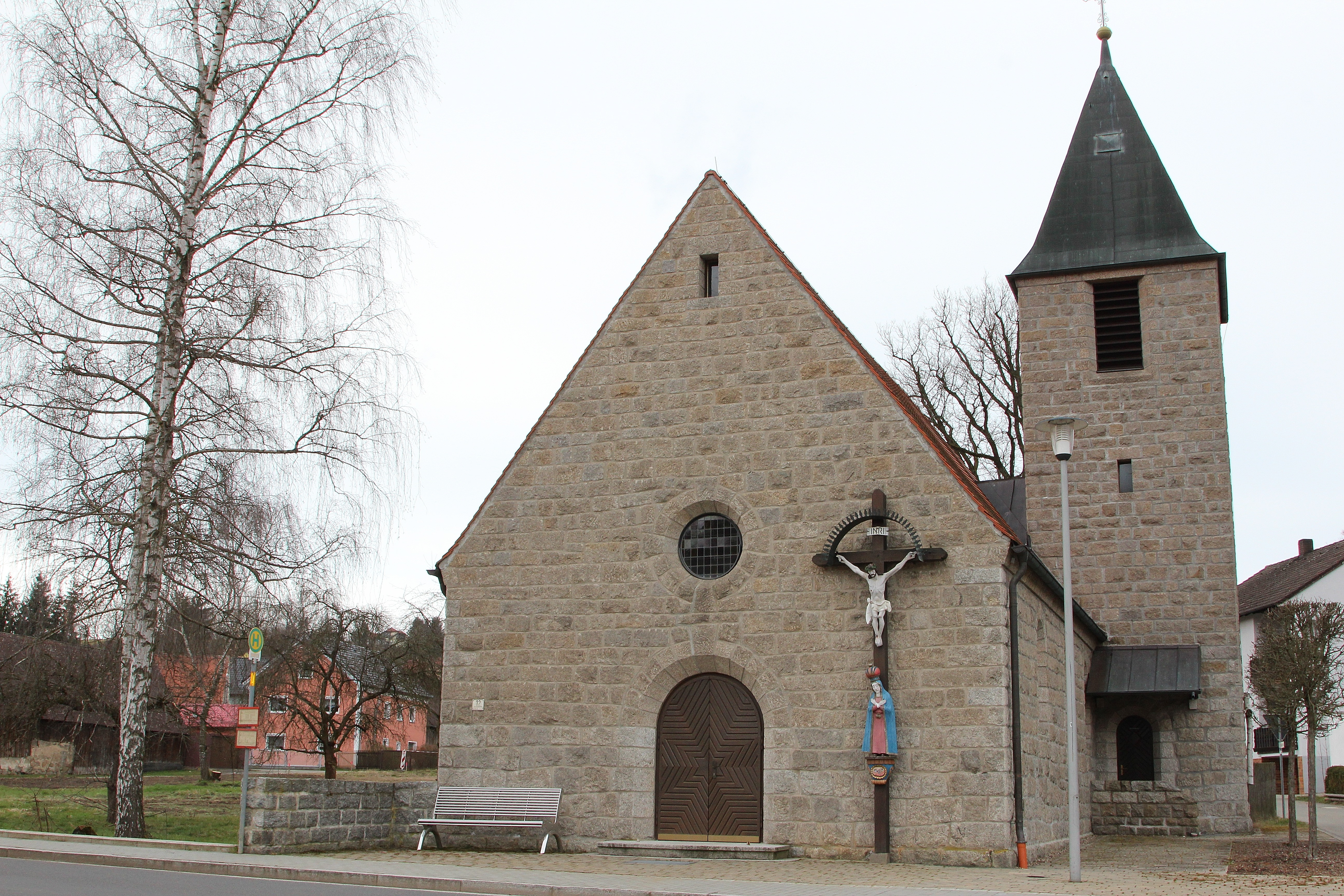
Kirche Mariä Unbefleckte Empfängnis

| Jahr | Einwohner | Gebäude |
| ---- | --------- | ------- |
| 1838 | 351       | 56      |
| 1871 | 350       | 146     |
| 1885 | 361       | 61      |
| 1900 | 346       | 62      |
| 1913 | 309       | 57      |
| 1925 | 338       | 63      |

| Jahr | Einwohner | Gebäude |
| ---- | --------- | ------- |
| 1950 | 354       | 67      |
| 1961 | 344       | 66      |
| 1970 | 373       | k. A.   |
| 1987 | 348       | 88      |
| 2011 | 290       | k. A.   |

## Kirche und Kapelle zu Kaimling
Kaimling war stets katholisch und anfangs der Pfarrei Michldorf zugehörig. Im 18. Jahrhundert bestand am Weg von Kaimling nach Kleinpoppenhof eine Waldkapelle im sog. Birkenschlag; Mauerreste sind davon heute noch zu sehen. Danach wurde eine hölzerne Kapelle am Ufer der Luhe errichtet. Deren Glocken stammten vermutlich aus der früheren Waldkapelle, denn sie trugen die Jahreszahl 1731. Diese Glocke überstand den Ersten Weltkrieg, weil man sie versteckt hatte, wurde aber im Zweiten Weltkrieg eingeschmolzen.
Seit 1952 besitzt der Ort die Kirche Mariä Unbefleckte Empfängnis (Kaimling).
Auf der Anhöhe zwischen Kaimling und Leuchtenberg errichtete Fritz Schönberger mit Hilfe des Männergesangsvereins Kaimling eine Kapelle. Diese wurde am 13. Juli 1997 durch Pfarrer Gerhard Schmidt aus Roggenstein, Pfarrer Alfons Forster aus Michldorf und Kaplan Johannes Lukas feierlich eingeweiht. In der Kapelle ist ein auf Porzellan gemaltes Marienbild, das Schönberger selbst angefertigt hat. Auch der Altar mit dem aufwändig geschnitzten Rahmen um das Marienbild stammt von Schönberger. Die Kapelle besitzt einen Dachreiter mit Zwiebelturm und darunter mit einer Glocke.